# Symphurus ocellaris
Symphurus ocellaris is een straalvinnige vissensoort uit de familie van hondstongen (Cynoglossidae). De wetenschappelijke naam van de soort is voor het eerst geldig gepubliceerd in 2005 door Munroe & Robertson.